# 和多田美咲
和多田 美咲（わただ みさき、3月16日 - ）は、日本の女性声優。岩手県生まれ、静岡県育ち。青二プロダクション所属。

## 経歴
声優のアフレコ動画を見て、声優業に憧れを持ち、小学6年生ごろ、図工の授業で「声優になったわたし」という紙粘土の作品を作るほどだった。
2015年3月にアミューズメントメディア総合学院東京校声優タレント学科を卒業。その後、青二プロダクションの所属となった。
2017年7月1日、Exys株式会社と自身が所属する事務所の共同プロデュースにより、そのプロジェクトの第2弾としてYouTubeにチャンネルを開設し、YouTuberとしてデビューする。
声優になろうと思ったきっかけの作品は、アメリカのテレビドラマ『フルハウス』である。子供役で出演していた大谷育江の影響も受けており、日本語吹き替えのテレビドラマで子供役を「いつか演じてみたい」と述べていた。2017年に『フルハウス』の続編『フラーハウス』にて、前作主要人物の養女パメラ役で出演した。

## 人物
高校生時代は柔道部のマネージャーをしていた。
専門学生時代からの同期に長江里加がいる。
趣味はウィンドウショッピング、雑貨集め、洋画・海外ドラマ・音楽鑑賞、ベース演奏、DJプレイ。特技はおにぎりを早く握ることで、おにぎりはきれいな形で握ることが誰にも負けないと自負している。
資格・免許は普通自動車免許。方言は遠州弁。
おしゃれ、お笑いが好きであり、好きなお笑い芸人には東野幸治をあげている。
乃木坂46、ももいろクローバーZなどのアイドル、マキシマム ザ ホルモン、ONE OK ROCK、L'Arc〜en〜Cielなどのロックアーティスト好きとして知られている。バックストリートボーイズなどの洋楽も好きだと語っている。

## 出演
太字はメインキャラクター。

### テレビアニメ
2015年
- ローリング☆ガールズ（記者）
- ONE PIECE エピソードオブサボ 〜3兄弟の絆 奇跡の再会と受け継がれる意志〜
- コメット・ルシファー（少女）

2016年
- 最弱無敗の神装機竜（女生徒B、女生徒C）
- プリンス・オブ・ストライド オルタナティブ（通行人）
- 無彩限のファントム・ワールド（佐茂アリナ）
- バトルスピリッツ ダブルドライブ（茂上健斗、モフモフ）
- レガリア The Three Sacred Stars（妹）
- 食戟のソーマ 弐ノ皿（女生徒A）
- クラシカロイド（2016年 - 2018年、友達B / 美衣子） - 2シリーズ
- 探偵オペラ ミルキィホームズ ファンファンパーリーナイト♪ 〜ケンとジャネットの贈り物〜（生徒B）

2017年
- けものフレンズ（2017年 - 2019年、キンシコウ） - 2シリーズ
- ちびまる子ちゃん（泰子）
- ロクでなし魔術講師と禁忌教典（イルシア＝レイフォード）
- プリンセス・プリンシパル（エイミー、女子生徒、少女、フェンシング部）
- 地獄少女 宵伽（寒河江ミチル）
- 魔法陣グルグル（妖精A、チクリ魔）
- Just Because!（森川睦月）
- 将国のアルタイル（ニコロ）

2018年
- ウマ娘 プリティーダービー（2018年 - 2023年、メイショウドトウ） - 3シリーズ
- ゲゲゲの鬼太郎（第6作）（郷原美月、少女、女子高生）
- キラッとプリ☆チャン（2018年 - 2020年、るみ、オレンジガールズ）
- 名探偵コナン（友里未央奈）
- 天狼 Sirius the Jaeger（ラリーサ、梅ちゃん）
- ムヒョとロージーの魔法律相談事務所（恨みの声）
- 転生したらスライムだった件（2018年 - 2021年、エルフC） - 2シリーズ
- 探偵オペラ ミルキィホームズ サイコの挨拶（比根久麗）

2019年
- 風が強く吹いている（神童の妹）
- ひとりぼっちの○○生活（姫路やない）
- 消滅都市（カリン）
- グランベルム（友達A、生徒B）
- 女子高生の無駄づかい（女生徒）
- フルーツバスケット（2019年 - 2021年、生徒、女の子） - 2シリーズ
- 天華百剣 〜めいじ館へようこそ!〜（鯰尾藤四郎）

2020年
- SHOW BY ROCK!! ましゅまいれっしゅ!!（2020年 - 2021年、デルミン） - 2シリーズ
- 推しが武道館いってくれたら死ぬ（寺本優佳）
- 新サクラ大戦 the Animation（クラーラ）
- デジモンアドベンチャー:（2020年 - 2021年、八神ヒカリ）
- それいけ!アンパンマン（2020年 - 2024年、かっぱまきくん〈4代目〉、はみがきこちゃん〈2代目〉、ゆきんこゆきちゃん〈2代目〉、ネコ美、いくら姫〈4代目〉、ゆめのこうま〈2代目〉）
- もっと!まじめにふまじめ かいけつゾロリ（マニィ）

2021年
- ラブライブ!スーパースター!!（2021年 - 2022年、すみれの妹） - 2シリーズ
- サクガン（ムゥロ）

2022年
- 平家物語（平高清）
- デジモンゴーストゲーム（2022年 - 2023年、カズマ、結菜、ヒヤリモン）
- くノ一ツバキの胸の内（ウメ）
- インセクトランド（妹A）
- iiiあいすくりん2（パティ）
- 組長娘と世話係（桜樹八重花）
- 連盟空軍航空魔法音楽隊ルミナスウィッチーズ（女の子、村長の孫）
- 異世界薬局（薬谷ちゆ）
- シャドーハウス（マーガレット）
- シルバニアファミリー シリーズ（2022年 - 2023年、クレム・チョコレート） - 2シリーズ
- ぼっち・ざ・ろっく!（後藤ふたり）

2023年
- ブルーロック（成早天花）
- お兄ちゃんはおしまい!（椎名みのり）
- 逃走中 グレートミッション（2023年 - 2025年、丹波すず、ナツメ、クレア サマーズ、愛菜）
- ONE PIECE（忠治）
- アイドルマスター シンデレラガールズ U149（女の子）
- 異世界はスマートフォンとともに。2（パメラノエル）
- Lv1魔王とワンルーム勇者（サトル）
- 自動販売機に生まれ変わった俺は迷宮を彷徨う（カナシ）
- パズドラ（2023年 - 2025年、ガッツ君、エイリアン、ミュウ子）

2024年
- 治癒魔法の間違った使い方（コリン）
- ゆるキャン△ SEASON3（花ちゃん）
- SHIBUYA♡HACHI（2024年 - 2025年、ハチ） - 3シリーズ
- ひみつのアイプリ（2024年 - 2025年、四之宮リンリン、チィのアイムゥ、ダークリンリン） - 2シリーズ
- ハズレ枠の【状態異常スキル】で最強になった俺がすべてを蹂躙するまで（リズベット）
- アサティール2 未来の昔ばなし（アミーン）

2025年
- この会社に好きな人がいます（宇藤千春）
- ギルドの受付嬢ですが、残業は嫌なのでボスをソロ討伐しようと思います（フィエナ → ヴィルフィナ）
- ＃コンパス2.0 戦闘摂理解析システム（デルミン）
- まったく最近の探偵ときたら（美馬坂風）

### 劇場アニメ
- ペンギン・ハイウェイ（2018年、オカダさん）
- 機動戦士ガンダムNT（2018年、少女）
- それいけ!アンパンマン ふわふわフワリーと雲の国（2021年、雲の子）
- 劇場版 美少女戦士セーラームーンCosmos（2023年）
- ウマ娘 プリティーダービー 新時代の扉（2024年、メイショウドトウ[38]）
- 映画ドラえもん のび太の絵世界物語（2025年、クレア）

### OVA
- ストライク・ザ・ブラッドシリーズ（2017年 - 2022年、グレンダ[39][40][41]、少女） - 4シリーズ
- まじもじるるも 完結編（2019年、ミミルミア） - 原作第3部コミックス第9巻OAD付限定版
- フルーツバスケット -prelude-（2022年、女の子）

### Webアニメ
2010年代
- モンスターストライク（2017年、クシナダ） - 2シリーズ
- DEVILMAN crybaby（2018年、女子学生B）

2020年代
- 月曜日のたわわ2（2021年、女子生徒、スタンドバイトちゃん）
- The Missing 8（2021年、コーリー）
- うまゆる（2022年、メイショウドトウ）
- KUROMI’S PRETTY JOURNEY（2023年、コオニ）
- ウマ娘 プリティーダービー ROAD TO THE TOP（2023年、メイショウドトウ）
- 悪魔くん（2023年、豆幽霊）
- 君に届け 3RD SEASON（2024年、少年、佐藤麻耶）

### ゲーム
2015年
- ウチの姫さまがいちばんカワイイ（雪笠みの）
- 三国大戦スマッシュ！（朗読担当）
- けものフレンズ（シベリアオオヤマネコ、シバテリウム、フクロアリクイ）
- MÚSECA（リキュア、メリー・ラ・テラス）

2016年
- 放課後ガールズトライブ（扇千鳥）
- ペルソナ5

2018年
- 天華百剣 -斬-（鯰尾藤四郎）
- 白猫プロジェクト（リサ）
- モンスターストライク（天沼矛、ほたね）
- ゴッドイーター3（ショウ・ペニーウォート）

2019年
- ＃コンパス 戦闘摂理解析システム（デルミン）
- ドラえもん のび太の牧場物語（アッカー、ロイズーミ）
- ブレイドエクスロード（タムタム）
- スーパーロボット大戦DD（2019年 - 2023年、ユニス・エアリー）
- けものフレンズ3（キンシコウ）

2020年
- 東方スペルバブル（フランドール・スカーレット）
- クイズRPG 魔法使いと黒猫のウィズ（チトセ）
- SHOW BY ROCK!! Fes A Live（デルミン）
- ライザのアトリエ2 〜失われた伝承と秘密の妖精〜（フィー）

2021年
- ヘキサゴンダンジョン：アルカナの石（リリス）
- ラクガキ キングダム（シェリー・ジェリー、フランドール・スカーレット）
- ウマ娘 プリティーダービー（2021年 - 2024年、メイショウドトウ）
- MAGLAM LOAD / マグラムロード（ジュレット）

2022年
- Fate/Grand Order（2022年 - 2025年、徐福）
- デジモンサヴァイブ（東雲ミウ）
- ドラゴンボール ザ ブレイカーズ（サバイバー）
- アズールレーン（2022年 - 2024年、深雪）

2023年
- ライザのアトリエ3 〜終わりの錬金術士と秘密の鍵〜（フィー）
- テイルズ オブ ザ レイズ リコレクション（エルナト・ペルシャ）
- 404 GAME RE:SET -エラーゲームリセット-（ダイナマイト刑事）
- ファイアーエムブレム ヒーローズ（2023年 - 2025年、アイト、リノアン）
- リアセカイ（リサ）

2024年
- 共闘ことばRPG コトダマン（後藤ふたり）
- ひみつのアイプリ / アイプリバース（2024年 - 2025年、リンリン、チィのアイムゥ） - 2作品
- けものティータイム（マカロン）

2025年
- BYAKKO ～四神部隊炎恋記～（神保咲子）

### ドラマCD
- あの娘にキスと白百合を ドラマCD (2) スターダスト ラヴァーズ（2015年、生徒たち[46]）
- 俺んちのメイドさん ドラマCD（2017年、みっちゃん[73]）
- 温泉むすめ シリーズ（2017年 - 2020年、奏・バーデン・由布院）
- ゆめのロワイヤル ドラマCD（2017年、中西かづき[74]）
- しすたー・いん・らう！（2017年、ルル[75]）
- バトルスピリッツ ダブルドライブ オリジナルドラマCD「究極! 試練の三番勝負!」（2017年、モフモフ[76]、バトルキーケン、茂上健斗）
- 組長娘と世話係（2020年、桜樹八重花[77]）

### オーディオドラマ
- 恋が暴走する惑星 白ヤギさんのラブレター（2022年、白八木[78]）
- AudioMovie(R)「おばあちゃんの旅」（2023年、ススム（10才）[79]）
- ウマ娘 プリティーダービー 新時代の扉 オーディオドラマ「また星は巡る」（2025年、メイショウドトウ）

### ASMR
- いっしょぐらし 〜オタク彼女編〜（2022年、沼田華蓮）

### 吹き替え

#### 映画
- 呪怨館（英語版）（2014年、アニータ〈エラ・ハリス〉）
- リーガル・マインド 〜裏切りの法廷〜（2014年、オージー〈エヴァ・コルカー（英語版）〉）[4]
- アンダー・ザ・シャドウ（英語版）（2016年、ドルサ〈アヴィン・マンシャディ〉）
- パラドクス（英語版）（2016年、カミーラ〈ポーリーナ・モンテマイヨル〉）[4]）
- バイバイマン（2017年、アリス〈エリカ・トレンブレイ〉）
- ビフォア・アイ・フォール（2017年、イジー・キングストン〈エリカ・トレンブレイ〉）
- オンネリとアンネリのおうち（フィンランド語版）（2018年、アンネリ〈リリャ・レフト（フィンランド語版））
  - オンネリとアンネリのふゆ（フィンランド語版）（2019年）
  - オンネリとアンネリとひみつのさくせん（フィンランド語版）（2020年）
- FREAKS フリークス 能力者たち（英語版）（2020年、クロエ〈レクシー・コルカー（英語版）〉[80]）
- ブライトバーン/恐怖の拡散者（2020年、ケイトリン〈エミー・ハンター〉[81]）
- ドクター・スリープ（2020年、バイオレット〈バイオレット・マグロウ〉[82]）
- VIRUS/ウィルス：32（2022年、タタ〈ピラール・ガルシア・アヤーラ〉）[83]
- マルセル 靴をはいた小さな貝（2023年、マルセル〈ジェニー・スレイト〉）[84]

#### テレビドラマ
- スキャンダル 託された秘密（2016年、テディ）
- ザ・クラウン（2016年、マーガレット王女〈ボウ・ガッズドン〉）
- 大草原の小さな家（2017年、クリスティ）
- フラーハウス（2017年 - 2018年、シーズン3・4、パメラ[2]）
- デンジャラス・ブック〜少年たちの危険な本〜（2018年、ワイアット・マッケナ〈ガブリエル・ベイトマン〉）
- デイナの恐竜図鑑（2023年、デイナ・ジェイン〈ミケーラ・ルーチ〉） [85]
  - デックスの恐竜図鑑（2025年、デイナ・ジェイン〈ミケーラ・ルーチ〉）

#### アニメ
- 小さなバイキング ビッケ（2020年、イルビ[86]）
- 魔道祖師（魏 無羨〈幼少期〉）

### ナレーション
- くりぃむナンチャラ（2016年12月2日・9日、テレビ朝日）[87]
- くっきーの「図工の時間」（2018年12月18日、フジテレビ）
- そんなコト考えた事なかったクイズ!トリニクって何の肉!?（2019年4月、テレビ朝日）
- いろんなコト おバカさんにも分かるように教えてください！（2023年11月29日、CBCテレビ）
- モンスターロック
- サンバリュ
- 放送直前特番 ぼっち・ざ・ろっく！＃宇宙＃日本＃下北沢
- 「ぼっち・ざ・ろっく！」振り返り特番『ごとうふたりのおねえちゃんかんさつにっき』

### ボイスオーバー
- 世界の果てまでイッテQ!
- 爆報! THE フライデー
- ジョブチューン〜アノ職業のヒミツぶっちゃけます!〜
- 世界一受けたい授業
- 中居正広の金曜日のスマイルたちへ
- 世界が騒然！本当にあった㊙︎衝撃ファイル

### テレビドラマ
- 義母と娘のブルース（2018年、TBS） - メェ 役（劇中アニメ）[88]
- 聖☆おにいさん第II紀（1）（2019年、NHK） - 声の出演

### ラジオ
※はインターネット配信。
- 週刊 小林ゆう（2014年、ラジオ日本[89]） - アシスタント担当[7]
- シスターサファイリーズ（2015年 - 2016年、ラジ友※）[4]
- 千本木彩花・和多田美咲・赤尾ひかるのようこそ!グリーンハーベスト（2016年 - 2018年、超!A&G+※・音泉※）[90][91]
- COMICキューンチューン RADIO（2016年 - 2017年、ニコニコ動画※）[92][93]
- レコメン!ケータイDJ水曜日週替わり担当（2016年、文化放送）[12]
- ガールズジョッキー・ラジオステークス（2017年 - 2018年、超!A&G+※）[94]
- 「温泉むすめ」ぷれぜんつ的なうぇぶらじお!みみぽか!!〜ゆーも遊びに来ちゃいなYOH!〜（2017年 - 、アニメイトタイムズ※）
- バドミントンガールズ 〜聖ラファエル学院放送部〜（2018年 - 2019年、ラジオ関西・音泉※）[95]
- SHOW BY ROCK!! STARS!! ましゅラジ♪（2021年 - 、音泉※）
- キミノラジオ 〜放課後ペンギン放送局〜（2022年 - 、ポプラキミノベル公式サイト内ペンギン放送局※、ほか複数）[96]

### インターネット番組
- 【青二プロ】和多田美咲の「わっちゃんの部屋」[46]
- ガルトラTV（2016年 - 2017年、ニコニコ生放送）[97]
- わっちゃん☆寝る（2017年 - 2018年、YouTube）[98]
- 長江里加と和多田美咲のれっつら☆まなびーや!（2020年 - 、ニコニコ生放送）[99]

### 映像商品
- 温泉むすめ SPRiNGS 2nd LIVE BD 〜聖夜にワッチョイナ!!〜（2018年4月）[100]
- 温泉むすめ 3rd LIVE “NOW ON☆SENSATION!! Vol.3”〜ワイワイワッチョイナ!!〜（2018年12月）[101]

### その他コンテンツ
- メディアミックスプロジェクト『温泉むすめ』（2017年、奏・バーデン・由布院[102]）
- メディアミックスプロジェクト『バドミントンガールズ』（2018年、鳴瀬瑠依紗[103]）
- デジタルコミック『ディアティア』（2018年、葉月鈴音[104]）
- メディアミックスプロジェクト『DEVILMINTKIRYU PROJECT』（2019年、デビルミント鬼龍 デルミン）
- LINEスタンプ『SHOW BY ROCK!!』（2020年、デルミン）
- 歴史ゴーストバスターズ④ボイスドラマ（2022年、鷹村幸）
- 「魔男のイチ」2巻発売PV（2025年、クムギ）[105]

## ディスコグラフィ

### キャラクターソング
| 発売日   | 商品名                                                                                            | 歌 | 楽曲                                                                                          | 備考                                                                     |
| 2017年   | 2017年                                                                                            | 2017年 | 2017年                                                                                        | 2017年                                                                   |
| -------- | ------------------------------------------------------------------------------------------------- | --- | --------------------------------------------------------------------------------------------- | ------------------------------------------------------------------------ |
| 7月26日  | ユノハナプロローグ                                                                                | SPRiNGS | 「未来イマジネーション！」 「70億分の9の奇跡」 「青春サイダー」 「Ambition」 「粉雪フレンズ」 | 『温泉むすめ』関連曲                                                     |
| 7月26日  | 追憶カレイドスコープ                                                                              | SPRiNGS | 「純情-SAKURA-」 「さよなら花火」                                                             | 『温泉むすめ』関連曲                                                     |
| 7月26日  | 追憶カレイドスコープ                                                                              | 雪月花 | 「SILENT VOICES」                                                                             | 『温泉むすめ』関連曲                                                     |
| 11月15日 | Hop Step Jump!                                                                                    | SPRiNGS | 「Hop Step Jump!」 「おんくり」                                                               | 『温泉むすめ』関連曲                                                     |
| 2018年   |                                                                                                   | |                                                                                               |                                                                          |
| 7月25日  | ウマ娘 プリティーダービー ANIMATION DERBY 03 Special Record!/Find My Only Way                     | スペシャルウィーク（和氣あず未）、サイレンススズカ（高野麻里佳）、トウカイテイオー（Machico）、ウオッカ（大橋彩香）、ダイワスカーレット（木村千咲）、ゴールドシップ（上田瞳）、メジロマックイーン（大西沙織）、エルコンドルパサー（高橋未奈美）、グラスワンダー（前田玲奈）、セイウンスカイ（鬼頭明里）、キングヘイロー（佐伯伊織）、ハルウララ（首藤志奈）、シンボリルドルフ（田所あずさ）、タイキシャトル（大坪由佳）、エアグルーヴ（青木瑠璃子）、ヒシアマゾン（巽悠衣子）、フジキセキ（松井恵理子）、マルゼンスキー（Lynn）、テイエムオペラオー（徳井青空）、ビワハヤヒデ（近藤唯）、ナリタブライアン（相坂優歌）、オグリキャップ（高柳知葉）、スーパークリーク（優木かな）、タマモクロス（大空直美）、イナリワン（井上遥乃）、ウイニングチケット（渡部優衣）、メジロライアン（土師亜文）、メジロドーベル（久保田ひかり）、ナイスネイチャ（前田佳織里）、エイシンフラッシュ（藤野彩水）、マチカネフクキタル（新田ひより）、メイショウドトウ（和多田美咲） | 「うまぴょい伝説」                                                                            | テレビアニメ『ウマ娘 プリティーダービー』エンディングテーマ              |
| 11月30日 | smash!!!!!                                                                                        | バドミントンガールズ | 「Side × Side」 「smash!!!!!」 「全力全身DREAMER!」                                           | 『バドミントンガールズ』関連曲                                           |
| 2019年   |                                                                                                   | |                                                                                               |                                                                          |
| 10月16日 | 温泉むすめコンプリートアルバム Vol.1                                                              | SPRiNGS | 「湯夢色バトン」                                                                              | 『温泉むすめ』関連曲                                                     |
| 12月28日 | 惑星のダンスフロア                                                                                | デルミン（和多田美咲） | 「惑星のダンスフロア」                                                                        | ゲーム『＃コンパス 戦闘摂理解析システム』関連曲                          |
| 2020年   |                                                                                                   | |                                                                                               |                                                                          |
| 1月22日  | Clover wish                                                                                       | ChamJam | 「Clover wish」                                                                               | テレビアニメ『推しが武道館いってくれたら死ぬ』オープニングテーマ         |
| 2月5日   | ヒロメネス/キミのラプソディー                                                                     | Mashumairesh! | 「ヒロメネス」                                                                                | テレビアニメ『SHOW BY ROCK!! ましゅまいれっしゅ!!』オープニングテーマ    |
| 2月5日   | ヒロメネス/キミのラプソディー                                                                     | Mashumairesh! | 「キミのラプソディー」                                                                        | テレビアニメ『SHOW BY ROCK!! ましゅまいれっしゅ!!』エンディングテーマ    |
| 2月5日   | ヒロメネス/キミのラプソディー                                                                     | Mashumairesh! | 「まっしろスタートライン」                                                                    | テレビアニメ『SHOW BY ROCK!! ましゅまいれっしゅ!!』関連曲                |
| 2月12日  | ずっと ChamJam                                                                                    | ChamJam | 「ずっと ChamJam」 「ほっと♡サマーホリデー」 「Fall in Love」                                 | テレビアニメ『推しが武道館いってくれたら死ぬ』挿入歌                     |
| 2月19日  | ましゅましゅ!!がカラオケうたってみたCD                                                            | ほわん（遠野ひかる） / コーラス：マシマヒメコ（夏吉ゆうこ）、デルミン（和多田美咲）、ルフユ（山根綺） | 「放て！どどどーん！」                                                                        | テレビアニメ『SHOW BY ROCK!! ましゅまいれっしゅ!!』関連曲                |
| 2月19日  | ましゅましゅ!!がカラオケうたってみたCD                                                            | デルミン（和多田美咲） | 「Have a nice MUSIC!!」                                                                       | テレビアニメ『SHOW BY ROCK!! ましゅまいれっしゅ!!』関連曲                |
| 3月18日  | SHOW BY ROCK!! ましゅまいれっしゅ!! BD・DVD第1巻 きゃにめ特典CD                                   | デルミン（和多田美咲） | 「ヒロメネス」 「キミのラプソディー」 「まっしろスタートライン」                              | テレビアニメ『SHOW BY ROCK!! ましゅまいれっしゅ!!』関連曲                |
| 4月1日   | エールアンドレスポンス                                                                            | Mashumairesh! | 「エールアンドレスポンス」 「プラットホーム」                                                 | テレビアニメ『SHOW BY ROCK!! ましゅまいれっしゅ!!』挿入歌                |
| 4月1日   | エールアンドレスポンス                                                                            | デルミン（和多田美咲）、ルフユ（山根綺） | 「No problem!!」                                                                              | テレビアニメ『SHOW BY ROCK!! ましゅまいれっしゅ!!』挿入歌                |
| 4月1日   | 推しが武道館いってくれたら死ぬ オリジナルサウンドトラック                                         | ChamJam | 「私たちが武道館にいったら」                                                                  | テレビアニメ『推しが武道館いってくれたら死ぬ』挿入歌                     |
| 4月15日  | SHOW BY ROCK!! ましゅまいれっしゅ!! BD・DVD第2巻特典CD                                            | デルミン（和多田美咲） | 「シンデレラストーリー」                                                                      | テレビアニメ『SHOW BY ROCK!! ましゅまいれっしゅ!!』関連曲                |
| 4月29日  | 百華繚乱 弐                                                                                       | 鶯丸友成（清水彩香）、鯰尾藤四郎（和多田美咲）、蛍丸国俊（立花芽恵夢） | 「Endless Summer 1899」                                                                       | ゲーム『天華百剣 -斬-』関連曲                                            |
| 7月15日  | SHOW BY ROCK!! ましゅまいれっしゅ!! BD・DVD第4巻&第5巻 きゃにめ特典CD                             | デルミン（和多田美咲） | 「エールアンドレスポンス」 「No problem!!」 「プラットホーム」                                | テレビアニメ『SHOW BY ROCK!! ましゅまいれっしゅ!!』関連曲                |
| 11月11日 | 新サクラ大戦 the Animation オリジナルサウンドトラック                                             | 帝国歌劇団・花組 with クラーラ（和多田美咲） | 「スタァ誕生」                                                                                | テレビアニメ『新サクラ大戦 the Animation』エンディングテーマ             |
| 2021年   |                                                                                                   | |                                                                                               |                                                                          |
| 1月20日  | ドレミファSTARS!!/星空ライトストーリー                                                            | プラズマジカ、Mashumairesh! | 「ドレミファSTARS!!」                                                                         | テレビアニメ『SHOW BY ROCK!! STARS!!』オープニングテーマ                 |
| 1月20日  | ドレミファSTARS!!/星空ライトストーリー                                                            | Mashumairesh! | 「星空ライトストーリー」                                                                      | テレビアニメ『SHOW BY ROCK!! STARS!!』エンディングテーマ                 |
| 1月20日  | ドレミファSTARS!!/星空ライトストーリー きゃにめ特典CD                                             | デルミン（和多田美咲） | 「星空ライトストーリー」                                                                      | テレビアニメ『SHOW BY ROCK!! STARS!!』関連曲                             |
| 2月17日  | TVアニメ「SHOW BY ROCK!!STARS!!」挿入歌ミニアルバム Vol.1                                         | Mashumairesh! | 「スピードアップ」                                                                            | テレビアニメ『SHOW BY ROCK!! STARS!!』挿入歌                             |
| 3月17日  | TVアニメ「SHOW BY ROCK!!STARS!!」オリジナルサウンドトラック きゃにめ特典CD                        | デルミン（和多田美咲） | 「スピードアップ」                                                                            | テレビアニメ『SHOW BY ROCK!! STARS!!』関連曲                             |
| 3月17日  | SHOW BY ROCK!! STARS!! BD第1巻 きゃにめ特典CD                                                     | Mashumairesh! | 「ドレミファSTARS!!」                                                                         | テレビアニメ『SHOW BY ROCK!! STARS!!』関連曲                             |
| 3月18日  | ユメを抱いて生きてく私たち                                                                        | 奏・バーデン・由布院（和多田美咲） | 「ユメを抱いて生きてく私たち」                                                                | 『温泉むすめ』関連曲                                                     |
| 3月25日  | アノカナタリウム（TV edit）                                                                       | SHOWBYROCK!!STARS! | 「アノカナタリウム（TV edit）」                                                               | テレビアニメ『SHOW BY ROCK!! STARS!!』挿入歌                             |
| 3月31日  | ウマ娘 プリティーダービー ANIMATION DERBY Season 2 vol.3 Original Sound Track                     | スペシャルウィーク（和氣あず未）、サイレンススズカ（高野麻里佳）、トウカイテイオー（Machico）、ウオッカ（大橋彩香）、ダイワスカーレット（木村千咲）、ゴールドシップ（上田瞳）、メジロマックイーン（大西沙織）、シンボリルドルフ（田所あずさ）、ナイスネイチャ（前田佳織里）、ツインターボ（花井美春）、イクノディクタス（田澤茉純）、マチカネタンホイザ（遠野ひかる）、メジロパーマー（のぐちゆり）、ダイタクヘリオス（山根綺）、ミホノブルボン（長谷川育美）、ライスシャワー（石見舞菜香）、ビワハヤヒデ（近藤唯）、ナリタタイシン（渡部恵子）、ウイニングチケット （渡部優衣）、キタサンブラック（矢野妃菜喜）、サトノダイヤモンド（立花日菜）、マルゼンスキー（Lynn）、マヤノトップガン（星谷美緒）、ヒシアケボノ（松嵜麗）、エアグルーヴ（青木瑠璃子）、マチカネフクキタル（新田ひより）、メイショウドトウ（和多田美咲）、セイウンスカイ（鬼頭明里）、グラスワンダー（前田玲奈）、エルコンドルパサー（髙橋ミナミ）、サクラバクシンオー（三澤紗千香）、メジロライアン（土師亜文）、メジロドーベル（久保田ひかり）、ナリタブライアン（衣川里佳） | 「うまぴょい伝説 (TV Size)」                                                                  | テレビアニメ『ウマ娘 プリティーダービー Season 2』エンディングテーマ     |
| 4月7日   | TVアニメ「SHOW BY ROCK!!STARS!!」挿入歌ミニアルバム Vol.2                                         | プラズマジカ、Mashumairesh! | 「ランナーズハイ!!」                                                                          | テレビアニメ『SHOW BY ROCK!! STARS!!』挿入歌                             |
| 4月7日   | TVアニメ「SHOW BY ROCK!!STARS!!」挿入歌ミニアルバム Vol.2                                         | Mashumairesh! | 「アノカナタリウム」                                                                          | テレビアニメ『SHOW BY ROCK!! STARS!!』挿入歌                             |
| 4月7日   | TVアニメ「SHOW BY ROCK!!STARS!!」挿入歌ミニアルバム Vol.2 きゃにめ特典CD                          | デルミン（和多田美咲） | 「アノカナタリウム」                                                                          | テレビアニメ『SHOW BY ROCK!! STARS!!』関連曲                             |
| 4月21日  | SHOW BY ROCK!! BEST Vol.4                                                                         | Mashumairesh! | 「ブライトワールズノベル」                                                                    | ゲーム『SHOW BY ROCK!! Fes A Live』関連曲                                |
| 7月21日  | SHOW BY ROCK!! STARS!! BD第4巻 きゃにめ特典CD                                                     | Mashumairesh! | 「ランナーズハイ!!」                                                                          | テレビアニメ『SHOW BY ROCK!! STARS!!』関連曲                             |
| 9月15日  | トリガーロック                                                                                    | Mashumairesh! | 「トリガーロック」 「イントロダクション」                                                     | 『SHOW BY ROCK!!』関連曲                                                 |
| 9月15日  | トリガーロック きゃにめ特典CD                                                                     | デルミン（和多田美咲） | 「トリガーロック」 「イントロダクション」                                                     | 『SHOW BY ROCK!!』関連曲                                                 |
| 2022年   |                                                                                                   | |                                                                                               |                                                                          |
| 7月6日   | くノ一ツバキの胸の内 あかね組音楽集                                                               | フキ（南真由）、イタドリ（七瀬彩夏）、ウメ（和多田美咲） | 「あかね組活動日誌 ～寅班～」                                                                 | テレビアニメ『くノ一ツバキの胸の内』エンディングテーマ                   |
| 7月6日   | くノ一ツバキの胸の内 あかね組音楽集                                                               | あかね組ねうしとらうたつみうまひつじさるとりいぬい | 「あかね組活動日誌 ～ねうしとらうたつみうまひつじさるとりいぬい大集合！～」                   | テレビアニメ『くノ一ツバキの胸の内』エンディングテーマ                   |
| 10月4日  | ウマ娘 プリティーダービー Solo Vocal Tracks Vol.5 －4th EVENT SPECIAL DREAMERS!! EXTRA STAGE－    | メイショウドトウ（和多田美咲） | 「We are DREAMERS!!（Game Size）」                                                            | ゲーム『ウマ娘 プリティーダービー』関連曲                                |
| 10月28日 | 星たちのオーケストラパレード                                                                      | Mashumairesh! | 「星たちのオーケストラパレード」                                                              | ゲーム『SHOW BY ROCK!! Fes A Live』関連曲                                |
| 2023年   |                                                                                                   | |                                                                                               |                                                                          |
| 3月29日  | アニメ『うまゆる』アルバム                                                                        | スペシャルウィーク（和氣あず未）、サイレンススズカ（高野麻里佳）、トウカイテイオー（Machico）、マルゼンスキー（Lynn）、オグリキャップ（高柳知葉）、ゴールドシップ（上田瞳）、ウオッカ（大橋彩香）、ダイワスカーレット（木村千咲）、グラスワンダー（前田玲奈）、メジロマックイーン（大西沙織）、エルコンドルパサー（髙橋ミナミ）、テイエムオペラオー（徳井青空）、シンボリルドルフ（田所あずさ）、エアグルーヴ（青木瑠璃子）、アグネスデジタル（鈴木みのり）、セイウンスカイ（鬼頭明里）、ファインモーション（橋本ちなみ）、マヤノトップガン（星谷美緒）、ユキノビジン（山本希望）、アグネスタキオン（上坂すみれ）、イナリワン（井上遥乃）、ウイニングチケット（渡部優衣）、エアシャカール（津田美波）、トーセンジョーダン（鈴木絵理）、ナカヤマフェスタ（下地紫野）、ナリタタイシン（渡部恵子）、ハルウララ（首藤志奈）、マチカネフクキタル（新田ひより）、メイショウドトウ（和多田美咲）、キングヘイロー（佐伯伊織）、マチカネタンホイザ（遠野ひかる）、ダイタクヘリオス（山根綺）、ツインターボ（花井美春）、シリウスシンボリ（ファイルーズあい）、ツルマルツヨシ（青山吉能）、シンボリクリスエス（春川芽生）、タニノギムレット（松岡美里）、ハッピーミーク（吉咲みゆ） | 「うまぴょい伝説（Game Size）」                                                               | Webアニメ『うまゆる』エンディングテーマ                                  |
| 5月10日  | アニメ『ウマ娘 プリティーダービー ROAD TO THE TOP』アルバム                                       | メイショウドトウ（和多田美咲） | 「ゼッタイトナリ…！」                                                                         | Webアニメ『ウマ娘 プリティーダービー ROAD TO THE TOP』関連曲             |
| 5月10日  | アニメ『ウマ娘 プリティーダービー ROAD TO THE TOP』アルバム                                       | ナリタトップロード（中村カンナ）、アドマイヤベガ（咲々木瞳）、テイエムオペラオー（徳井青空）、メイショウドトウ（和多田美咲）、カレンチャン（篠原侑）、ハルウララ（首藤志奈）、ライスシャワー（石見舞菜香）、オグリキャップ（高柳知葉） | 「うまぴょい伝説（Anime Size）」                                                              | Webアニメ『ウマ娘 プリティーダービー ROAD TO THE TOP』エンディングテーマ |
| 5月10日  | 推しが武道館いってくれたら死ぬ コンプリートボーカルアルバム「きみのために生きてる」               | ChamJam | 「Aster wish」                                                                                | テレビアニメ『推しが武道館いってくれたら死ぬ』関連曲                     |
| 2024年   |                                                                                                   | |                                                                                               |                                                                          |
| 1月10日  | TVアニメ『ウマ娘 プリティーダービー Season 3』ANIMATION DERBY Season 3 vol.3 Original Sound Track | キタサンブラック（矢野妃菜喜）、サトノダイヤモンド（立花日菜）、サトノクラウン（鈴代紗弓）、シュヴァルグラン（夏吉ゆうこ）、サウンズオブアース（MAKIKO）、ドゥラメンテ（秋奈）、トウカイテイオー（Machico）、メジロマックイーン（大西沙織）、ゴールドシップ（上田瞳）、スペシャルウィーク（和氣あず未）、サイレンススズカ（高野麻里佳）、ウオッカ（大橋彩香）、ダイワスカーレット（木村千咲）、ナイスネイチャ（前田佳織里）、ツインターボ（花井美春）、イクノディクタス（田澤茉純）、マチカネタンホイザ（遠野ひかる）、ロイスアンドロイス（田辺留依）、ヴィルシーナ（奥野香耶）、ヴィブロス（伊藤彩沙）、シンボリルドルフ（田所あずさ）、エアグルーヴ（青木瑠璃子）、ミホノブルボン（長谷川育美）、ライスシャワー（石見舞菜香）、サクラバクシンオー（三澤紗千香）、トーセンジョーダン（鈴木絵理）、マチカネフクキタル（新田ひより）、メイショウドトウ（和多田美咲）、メジロパーマー（のぐちゆり）、ダイタクヘリオス（山根綺）、コパノリッキー（稲垣好） | 「うまぴょい伝説」                                                                            | テレビアニメ『ウマ娘 プリティーダービー Season 3』エンディングテーマ     |
| 4月5日   | はなびらの栞                                                                                      | Mashumairesh! | 「はなびらの栞」                                                                              | 『SHOW BY ROCK!!』関連曲                                                 |
| 5月24日  | 劇場版『ウマ娘 プリティーダービー 新時代の扉』オリジナル・サウンドトラック                        | ジャングルポケット（藤本侑里）、アグネスタキオン（上坂すみれ）、マンハッタンカフェ（小倉唯）、ダンツフレーム（福嶋晴菜）、フジキセキ（松井恵理子）、テイエムオペラオー（徳井青空）、ナリタトップロード（中村カンナ）、メイショウドトウ（和多田美咲）、アドマイヤベガ（咲々木瞳）、オグリキャップ（高柳知葉）、ダイワスカーレット（木村千咲）、アグネスデジタル（鈴木みのり）、ユキノビジン（山本希望）、ライスシャワー（石見舞菜香）、エアシャカール（津田美波）、カレンチャン（篠原侑）、ゴールドシチー（香坂さき）、トーセンジョーダン（鈴木絵理）、ハルウララ（首藤志奈）、キングヘイロー（佐伯伊織）、ヒシミラクル（春日さくら） | 「うまぴょい伝説」                                                                            | 劇場アニメ『ウマ娘 プリティーダービー 新時代の扉』エンディングテーマ     |
| 12月25日 | TVアニメ『ひみつのアイプリ』キャラクターソングミニアルバム VERSE IN SONG 02                       | アイスマイリン | 「ネバギバラバー」                                                                            | テレビアニメ『ひみつのアイプリ』挿入歌                                   |
| 12月25日 | TVアニメ『ひみつのアイプリ』キャラクターソングミニアルバム VERSE IN SONG 02                       | カルテットスター | 「Perfect☆STARs」                                                                             | テレビアニメ『ひみつのアイプリ』挿入歌                                   |
| 2025年   |                                                                                                   | |                                                                                               |                                                                          |
| 3月26日  | TVアニメ『ひみつのアイプリ』キャラクターソングミニアルバム VERSE IN SONG 03                       | ダークカルテットスター | 「ニュースタージョーカー」                                                                    | テレビアニメ『ひみつのアイプリ』挿入歌                                   |

### その他参加楽曲
| 発売日         | 商品名 | 歌                                                 | 楽曲         | 備考 |
| -------------- | ------ | -------------------------------------------------- | ------------ | ---- |
| 2015年11月18日 | 4      | SPYAIR / セリフ - 子供の声（高橋花林、和多田美咲） | 「EZ Going」 |      |